# Цукарев мост
Цукаревият мост (на гръцки: Γεφύρι του Τσούκαρη) е каменен мост в Егейска Македония, Гърция.
Мостът е на 2 km от центъра на село Родохори (Радовища) като го свързва с Цотили и изоставеното Рокастро. По него минава черен път, който все още се използва. Местността се нарича Палиомонастиро (Стар манастир) и вероятно там е имало крепост, като мостът е построен с камъни от крепостната стена.
Построен е с ктиторството на Димитриос Цукарис, радовищец, упражняващ занаят в Цариград. Датата на построяване на моста е неизвестна, като първото му споменаване е в 1890 година.
Мостът има пет арки, като двете малки са прикрити в растителността. Първата арка с вградената плоча с хронологията на строителството се срутва в 1955 година и е заменена с бетонна плоча. Втората арка е най-голямата с ширина 12 m и височина 7 m. Мостът е дълъг 40 m. Ширината му е 3 m.